# Der Sprung über den Schatten
Der Sprung über den Schatten (op. 17) ist eine Komische Oper in 3 Akten und 10 Bildern von Ernst Krenek und wurde am 9. Juni 1924 unter der Leitung von Ludwig Rottenberg in einer Inszenierung von Walther Brügmann im Frankfurter Opernhaus uraufgeführt. Rückblickend wird sie als Meilenstein in der Entstehung und Etablierung der Jazzoper gehandelt. Krenek selbst sah sie als eine Vorstudie zu seinem Hauptwerk Jonny spielt auf. Als ein wesentliches Stilmittel verwendet Krenek eine Kollagiertechnik.